# Kuzu no honkai
Kuzu no honkai (クズの本懐, litt. « Vœu d'ordure ») ou Scum's Wish est un manga écrit par Mengo Yokoyari. Il est prépublié dans le magazine Monthly Big Gangan de l'éditeur Square Enix entre septembre 2012 et mars 2017 et a été rassemblé en huit volumes tankōbon,.
Une adaptation en série télévisée d'animation de douze épisodes produite par Lerche est diffusée entre janvier 2017 et mars 2017 dans la case horaire noitaminA de Fuji TV. Le manga connait également une adaptation en drama réalisée par Shogo Miyaki et Shunsuke Shinada, elle aussi diffusée sur Fuji TV entre janvier 2017 et mars 2017.
Un spin-off, intitulé Kuzu no honkai décor (クズの本懐 décor), a été publié dans le même magazine entre novembre 2017 et mai 2018.

## Intrigue
Hanabi Yasuraoka, une lycéenne populaire, est amoureuse de son ami d'enfance, Narumi Kanai, qui est maintenant son professeur principal. Mais celui-ci est amoureux de la nouvelle professeure de musique, Akane Minagawa. Hanabi rencontre Mugi Awaya, un étudiant populaire qui est également amoureux d'Akane, qui était autrefois sa tutrice au collège. Les deux adolescents s’accordent pour former un couple afin de combler leur manque, bien qu'ils ne ressentent rien l'un pour l'autre.

## Personnages

### Personnages principaux
Hanabi Yasuraoka (安楽岡 花火, Yasuraoka Hanabi)
Voix japonaise : Chika Anzai
Élève de première année quand elle rencontra Mugi, c'est maintenant une lycéenne de 17 ans. Hanabi est amoureuse de son ami d'enfance Narumi, qu'elle appelle affectueusement « Onii-chan » (お兄ちゃん). Après avoir découvert que Narumi est amoureux d'Akane, Hanabi forma une fausse relation avec Mugi pour satisfaire le « vide » de chacun. Elle eut également, à plusieurs reprises, des relations avec sa meilleure amie Sanae après avoir su que cette dernière l'aime vraiment.
Plus tard dans l'histoire, elle et Mugi deviennent officiellement un couple, tout en conservant le pacte qu'ils ont fait : la promesse d'être l'un avec l'autre pour de vrai mais seulement après avoir avoué leur béguin et s'être fait rejetés. Hanabi se réconcilie plus tard avec Sanae et continue sa vie. Après le mariage de Narumi et de Akane, Mugi et Hanabi se séparent pour chercher quelque chose de véritable.
Mugi Awaya (粟屋 麦, Awaya Mugi)
Voix japonaise : Nobunaga Shimazaki
Un charmant lycéen populaire qui est amoureux de son enseignante de musique, Akane. Il forma une relation fausse avec Hanabi pour satisfaire le « vide » ressenti. Déjà avant sa relation avec Hanabi, Mugi a été dans une sorte de relation substitue avec son aînée au collège, laquelle qui l'a dépucelé, car il ne pouvait pas confesser son amour à Akane. Mugi a toujours été au courant du genre de personne qu'est Akane, mais il l'aime malgré cela.
Il a déclaré vis-à-vis d'Hanabi qu'il ne veut pas la « ruiner » ni la laisser seule, ce qui implique qu'elle est devenue une personne spéciale dans la vie de Mugi.
Narumi Kanai (鐘井 鳴海, Kanai Narumi)
Voix japonaise : Kenji Nojima
L'ami d'enfance plus âgé d'Hanabi, qui devient son professeur principal au lycée. Sa mère décéda quand il était jeune, il est alors habitué à aller chez Hanabi pour avoir des repas faits-maison. C'est ce qui a provoqué son attirance pour une femme aux cheveux longs, car cela lui rappelle sa mère, comme sa femme. Même après avoir su la véritable nature d'Akane, Narumi ne semble pas être dérangé et lui a même demandé de l'épouser, ce qui a troublé Akane.
Akane Minagawa (皆川 茜, Minagawa Akane)
Voix japonaise : Aki Toyosaki
Une nouvelle professeure de musique pendant la première année d'Hanabi. Bien qu'à l'extérieur c'est une belle femme bien éduquée qui est adorée par ses étudiants, Akane aime en réalité le sentiment de gagner le cœur d'un homme tout en blessant directement celle qui est amoureuse de ce dernier. Elle peut aussi être considérée comme étant une triste personne, solitaire et une nymphomane. Elle remarque plus tard que Narumi s'est abstenu de la toucher contrairement aux hommes de son passé, tout en réalisant plus tard qu'il l'adorait depuis qu'elle lui rappelait sa mère. Après que Narumi lui ait demandé de l'épouser en dépit de sa vraie nature, Akane a commencé à s'intéresser à lui, tout en étant troublée.
Sanae Ebato (絵鳩 早苗, Ebato Sanae)
Voix japonaise : Haruka Tomatsu
La seule amie d'Hanabi dont elle est amoureuse. Hanabi l'appelle habituellement appelée par son surnom « Ecchan » (えっちゃん, Etchan). Quand Sanae a passé une soirée pyjama chez Hanabi, elle l'a embrassée prouvant qu'elle a des sentiments pour Hanabi. Peu de temps après, elles ont commencé à avoir une relation passionnelle, mais se sont disputées et se sont séparés pendant un certain temps. Après ça, Sanae et Atsuya (qui a des sentiments pour Sanae) se rencontrent à nouveau qui fait que Sanae s'interroge si elle est réellement amoureuse d'Hanabi ou était-elle juste attirée sexuellement vers elle.
Plus tard, Sanae et Hanabi se réconcilient et finissent dans de bons termes. Quelque temps après, elle explique à Atsuya qu'elle renonce à Hanabi et qu'elle commencera à lui faire un peu plus confiance.
Noriko Kamomebata (鴎端 のり子, Kamomebata Noriko)
Voix japonaise : Shiori Izawa
L'ami d'enfance de Mugi qui l'a aimé après que quelqu'un lui ait dit qu'ils avaient l'air d'un « prince » et d'une « princesse », depuis, elle essaye de se comporter et de ressembler comme une princesse. Elle est également allée à la même école primaire que Hanabi. Elle déteste son propre nom et préfère être appelée « Moka ».
Plus tard dans l'histoire, elle se confesse auprès Mugi, mais elle a été rejetée.

### Personnages secondaires
Atsuya Kirishima (桐嶋 篤也, Kirishima Atsuya)
Voix japonaise : Haruki Ishiya
Le seul cousin de Sanae qui a des sentiments romantiques pour elle qui l'a au départ dégoûté d'être la Sanae «haineuse envers les hommes». Il fait également questionner Sanae sur elle-même si son amour pour Hanabi est réel ou si ce n'est tout simplement que de l'attraction sexuelle.
Après que Sanae ait renoncé à Hanabi, Atsuya lui dit qu'elle est la seule qu'il a. Sanae lui répond plus tard qu'il pourrait y avoir une chance pour elle d'avoir une relation avec lui après tout.
Mei Hayakawa (早川 芽衣, Hayakawa Mei)
Voix japonaise : Yukiyo Fujī
L'ainée de Mugi au collège et la fille avec qui Mugi a perdu sa virginité.
Takuya Terauchi (寺内 タクヤ, Terauchi Takuya)
Voix japonaise : Yūsuke Kobayashi
Un autre ancien élève d'Akane dont ils ont une relation physique. Il est conscient de la vraie nature d'Akane.

## Productions et supports

### Manga

Logo de Kuzu no honkai décor

La prépublication de la série débute dans le 10e numéro de 2012 du magazine Monthly Big Gangan de Square Enix, publié le 25 septembre 2012. Il avait été annoncé que le manga se terminerait au second trimestre 2017. La série compte au total huit volumes tankōbon.
Le numéro d'avril 2017 du Big Gangan, sorti le 25 mars 2017 et où le dernier chapitre de Kuzu no Honkai a été publié, a révélé que Mengo Yokoyari, l'auteure du manga, allait publier un spin-off de la série. Le 11e numéro de 2017 du magazine a annoncé que ce spin-off, intitulé Kuzu no honkai décor (クズの本懐 décor), serait prépublié dans le prochain numéro, paru le 25 novembre 2017,. Le dernier chapitre est publié dans le 6e numéro de 2018 du Monthly Big Gangan, paru le 25 mai 2018,. Ce spin-off est relié en un seul volume tankōbon, numéroté comme le 9e de la série principale, dont la publication s'est réalisée le 19 juillet 2018.
En France, la série est éditée par noeve grafx à partir du 13 juillet 2022.

#### Liste des tomes
| no                                                                            | Japonais         | Japonais                                                                  | Français         | Français          |
| no                                                                            | Date de sortie   | ISBN                                                                      | Date de sortie   | ISBN              |
| ----------------------------------------------------------------------------- | ---------------- | ------------------------------------------------------------------------- | ---------------- | ----------------- |
| 1                                                                             | 19 février 2013  | 978-4-7575-3887-0                                                         | 13 juillet 2022  | 978-2-38-316189-9 |
| 2                                                                             | 25 octobre 2013  | 978-4-7575-4103-0                                                         | 11 novembre 2022 | 978-2-38-316284-1 |
| 3                                                                             | 25 avril 2014    | 978-4-7575-4264-8                                                         | 31 mars 2023     | 978-2-38-316438-8 |
| 4                                                                             | 19 novembre 2014 | 978-4-7575-4467-3                                                         | 30 juin 2023     | 978-23-8-316489-0 |
| 5                                                                             | 25 juin 2015     | 978-4-7575-4678-3                                                         | 24 novembre 2023 | 978-23-8-316570-5 |
| 6                                                                             | 25 mars 2016     | 978-4-7575-4895-4                                                         | 23 février 2024  | 978-23-8-316622-1 |
| 7                                                                             | 24 décembre 2016 | 978-4-7575-5199-2                                                         |                  |                   |
| 8                                                                             | 25 mars 2017,    | 978-4-7575-5235-7 (édition régulière) 978-4-7575-5236-4 (édition limitée) |                  |                   |
| 9                                                                             | 19 juillet 2018  | 978-4-7575-5779-6                                                         |                  |                   |
| Ce volume tankōbon est la compilation des chapitres de Kuzu no honkai décor,. |                  |                                                                           |                  |                   |

### Anime
Une adaptation en une série télévisée d'animation de douze épisodes est annoncée en mars 2016 pour être diffusée sur la case noitaminA de la chaîne Fuji TV du 12 janvier au 30 mars 2017,. La série est réalisée par Masaomi Ando et produite par le studio Lerche, avec la composition en série de Makoto Uezu, les chara designs de Keiko Kurosawa et la musique de Masaru Yokoyama. La série est composée de 12 épisodes répartis dans six coffrets Blu-ray/DVD.
La chanson de l'opening Uso no Hibana (嘘の火花, litt. « Étincelle d'un mensonge ») est interprétée par 96Neko et l'ending Heikōsen (平行線, litt. « Ligne parallèle ») est chanté par Sayuri.

#### Liste des épisodes
| No | Titre français                      | Titre japonais              | Titre japonais              | Date de 1re diffusion |
| No | Titre français                      | Kanji                       | Rōmaji                      | Date de 1re diffusion |
| -- | ----------------------------------- | --------------------------- | --------------------------- | --------------------- |
| 1  | Que mon vœu soit exaucé             | 望み叶え給え                | Nozomi kanae tamae          | 13 janvier 2017       |
| 2  | Je suis là pour cette chaleur       | そのぬくもりに用がある！    | Sono nukumori ni yō ga aru! | 20 janvier 2017       |
| 3  | Montre-moi de l'amour (Pas un rêve) | Show Me Love (Not A Dream)  |                             | 27 janvier 2017       |
| 4  | Bad Apple!!                         | Bad Apple!!                 |                             | 3 février 2017        |
| 5  | Destruction Baby                    | Destruction Baby            |                             | 10 février 2017       |
| 6  | Bienvenue dans la dimension X       | X次元へようこそ             | X jigen e yōkoso            | 17 février 2017       |
| 7  | Plein d'amour                       | 愛はたくさん (LOTS OF LOVE) | Ai wa takusan               | 24 février 2017       |
| 8  | Sweet Refrain                       | Sweet Refrain               |                             | 3 mars 2017           |
| 9  | Butterfly swimmer                   | beautiful swimmer           |                             | 10 mars 2017          |
| 10 | Coquille brisée                     | カラノワレモノ              | Kara no waremono            | 17 mars 2017          |
| 11 | Mon tendre Dieu                     | やさしいかみさま            | Yasashii Kami-sama          | 24 mars 2017          |
| 12 | Leur histoire à tous les deux       | 2人のストーリー             | 2-Ri no sutōrī              | 31 mars 2017          |

### Adaptationlive
Une adaptation en drama a été annoncée en décembre 2016 et diffusée sur Fuji TV du 18 janvier au 5 avril 2017,.

#### Fiche technique
- Auteur original - Mengo Yokoyari
- Réalisateur - Shogo Miyaki, Shunsuke Shinada
- Scénario - Motoko Takahashi, Ere Hagiwara
- Musique - Koichi Yui
- Générique de fin - Heikōsen (平行線?, litt. « Ligne parallèle »)[19] :

Paroles, composition, interprète - Sayuri / Arrangement - Kawaihidehiro
- Producteur - Okamoto Mayuko
- Coproducteur - Kobayashi Kazuhiro

#### Distribution
| Personnage        | Acteur              |
| ----------------- | ------------------- |
| Mugi Awaya        | Dōri Sakurada       |
| Hanabi Yasuraoka  | Miyu Yoshimoto (ja) |
| Akane Minagawa    | Rina Aizawa (ja)    |
| Narumi Kanai      | Kōki Mizuta (ja)    |
| Noriko Kamomebata | Shiho (ja)          |
| Sanae Ebato       | Sarii Ikegami (ja)  |

#### Liste des épisodes
| No | Titre français | Titre japonais                                                     | Titre japonais                                                                    | Date de 1re diffusion |
| No | Titre français | Kanji                                                              | Rōmaji                                                                            | Date de 1re diffusion |
| -- | -------------- | ------------------------------------------------------------------ | --------------------------------------------------------------------------------- | --------------------- |
| 1  | /              | 報われない恋、切ない恋、片想い。それってそんなに美しいものですか？ | Mukuwarenai koi, setsunai koi, kataomoi. Sore tte son'nani utsukushī monodesu ka? | 18 janvier 2017       |
| 2  | /              | 人を好きな気持ちって、切実で、ぐちゃぐちゃで                       | Hito o sukina kimochi tte, setsujitsude, guchaguchade                             | 25 janvier 2017       |
| 3  | /              | 意味深な笑み、かすかな匂い                                         | Imishin'na emi, kasukana nioi                                                     | 1er février 2017      |
| 4  | /              | 人の好意ほど気持ちのイイものなんてない                             | Hito no kōi hodo kimochi no ī mono nante nai                                      | 8 février 2017        |
| 5  | /              | 似てるの。ロクでもないところが…                                    | Ni teru no. Roku demonai tokoro ga…                                               | 15 février 2017       |
| 6  | /              | 交差する歪んだ想い                                                 | Kōsa suru yuganda omoi                                                            | 22 février 2017       |
| 7  | /              | 扉の向こう側                                                       | Tobira no mukō-gawa                                                               | 1er mars 2017         |
| 8  | /              | 一途な想い、広がる青空                                             | Ichizuna omoi, hirogaru aozora                                                    | 8 mars 2017           |
| 9  | /              | 笑みと沈黙                                                         | Emi to chinmoku                                                                   | 15 mars 2017          |
| 10 | /              | いつになるかわからないけど…                                        | Itsu ni naru ka wakaranaikedo…                                                    | 22 mars 2017          |
| 11 | /              | 誰の記憶にも残らないで死にたい                                     | Dare no kioku ni mo nokoranaide shinitai                                          | 29 mars 2017          |
| 12 | /              | 交わした契約                                                       | Kawashita keiyaku                                                                 | 5 avril 2017          |

## Accueil
Il a été annoncé dans le numéro de décembre 2017 du Monthly Big Gangan, publié le 25 novembre 2017, que la série de manga Kuzu no honkai s'est vendue en plus de 1,9 million d'exemplaires. La série d'animation a été nommée dans la catégorie « Meilleur drame » lors des Anime Awards 2017 de Crunchyroll,.

### Sources
1. 1 2  (ja) « 横槍メンゴの新連載「クズの本懐」ビッグガンガン表紙に », sur natalie.mu,‎ 26 septembre 2012 (consulté le 6 juin 2018)
2. 1 2  (en) « Mengo Yokoyari's Scum's Wish Gets Spinoff Manga », 13 avril 2017 (consulté le 27 août 2017)
3. 1 2 3 4 5 6  (ja) Fuji TV (noitaminA), « TVアニメ「クズの本懐」第一弾アニメーションＰＶ », sur YouTube,‎ 24 novembre 2016 (consulté le 4 février 2017)
4. ↑  (en) « Mengo Yokoyari's Scum's Wish Manga Ends in Spring 2017 » [« Le manga de Mengo Yokoyari Scum's Wish se termine au printemps 2017 »], sur Anime News Network, 15 décembre 2016 (consulté le 4 février 2017)
5. ↑  (en) « Scum's Wish Spinoff Manga Launches Next Month », sur Anime News Network, 25 octobre 2017 (consulté le 25 octobre 2017)
6. ↑  (ja) « 月刊ビッグガンガン 2017 Vol.12 », sur Square Enix,‎ 25 novembre 2017 (consulté le 17 avril 2018)
7. 1 2  (ja) 月刊ビッグガンガン (@big_gangan), « 明日25日発売のビッグガンガンVol06にて『クズの本懐décor』最終回！ », sur Twitter,‎ 24 mai 2018 (consulté le 25 mai 2018)
8. ↑  (ja) « ビッグガンガン 2018 Vol.06 », sur Square Enix,‎ 25 mai 2017 (consulté le 25 mai 2018)
9. 1 2  (en) Jennifer Sherman, « Mengo Yokoyari Ends Scum's Wish décor Spinoff Manga : Series' compiled volume ships on July 19 », sur Anime News Network, 25 mai 2018 (consulté le 25 mai 2018)
10. ↑  « Présentation des 24 nouveaux manga annoncés par Noeve Grafx ! », sur AnimeLand, 3 décembre 2021 (consulté le 29 mars 2022)
11. ↑  Reith Saji, « Le manga Kuzu no Honkai adapté en anime », sur adala-news.fr, 17 mars 2016 (consulté le 4 février 2017)
12. ↑  Reith Saji, « Staff Animation de Kuzu no Honkai, révélé », sur adala-news.fr, 22 octobre 2016 (consulté le 4 février 2017)
13. ↑  (ja) Fuji TV (noitaminA), « TVアニメ「クズの本懐」ティザーPV », sur YouTube,‎ 24 octobre 2016 (consulté le 4 février 2017)
14. ↑  (ja) « Blu-ray/DVD », sur Site officiel de l'anime (consulté le 4 février 2017)
15. ↑  (ja) « ミュージック : オープニング・テーマ », sur Site officiel de l'anime (consulté le 4 février 2017)
16. ↑  (ja) « ミュージック : エンディング・テーマ », sur Site officiel de l'anime (consulté le 4 février 2017)
17. ↑  (en) « Scum's Wish Manga Also Gets Live-Action TV Series Premiering in January », sur Anime News Network, 15 décembre 2016 (consulté le 7 février 2017)
18. 1 2  (ja) « 第12話 », sur Fuji TV (consulté le 29 janvier 2018)
19. ↑  (ja) « さユり「平行線」がドラマ版「クズの本懐」のEDに、シングル化も決定 », sur natalie.mu,‎ 12 janvier 2017 (consulté le 14 avril 2017)
20. ↑  (ja) « 第1話 », sur Fuji TV (consulté le 29 janvier 2018)
21. ↑  (ja) « 第2話 », sur Fuji TV (consulté le 29 janvier 2018)
22. ↑  (ja) « 第3話 », sur Fuji TV (consulté le 29 janvier 2018)
23. ↑  (ja) « 第4話 », sur Fuji TV (consulté le 29 janvier 2018)
24. ↑  (ja) « 第5話 », sur Fuji TV (consulté le 29 janvier 2018)
25. ↑  (ja) « 第6話 », sur Fuji TV (consulté le 29 janvier 2018)
26. ↑  (ja) « 第7話 », sur Fuji TV (consulté le 29 janvier 2018)
27. ↑  (ja) « 第8話 », sur Fuji TV (consulté le 29 janvier 2018)
28. ↑  (ja) « 第9話 », sur Fuji TV (consulté le 29 janvier 2018)
29. ↑  (ja) « 第10話 », sur Fuji TV (consulté le 29 janvier 2018)
30. ↑  (ja) « 第11話 », sur Fuji TV (consulté le 29 janvier 2018)
31. ↑  (en) « Scum's Wish Manga Has 1.9 Million Copies in Print », sur Anime News Network, 24 novembre 2017 (consulté le 26 novembre 2017)
32. ↑  GoToon, « Crunchyroll Anime Awards 2018 : les résultats ! : Le palmarès complet », sur Crunchyroll, 25 février 2018 (consulté le 25 février 2018)
33. ↑  (en) Crunchyroll (@Crunchyroll), « Compilation of all of Anime Awards' winners », sur Twitter, 24 février 2018 (consulté le 25 février 2018)

### Œuvres
Édition japonaise
1. 1 2  (ja) « クズの本懐 1巻 », sur Square Enix (consulté le 17 avril 2018)
2. 1 2  (ja) « クズの本懐 2巻 », sur Square Enix (consulté le 17 avril 2018)
3. 1 2  (ja) « クズの本懐 3巻 », sur Square Enix (consulté le 17 avril 2018)
4. 1 2  (ja) « クズの本懐 4巻 », sur Square Enix (consulté le 17 avril 2018)
5. 1 2  (ja) « クズの本懐 5巻 », sur Square Enix (consulté le 17 avril 2018)
6. 1 2  (ja) « クズの本懐 6巻 », sur Square Enix (consulté le 17 avril 2018)
7. 1 2  (ja) « クズの本懐 7巻 », sur Square Enix (consulté le 17 avril 2018)
8. 1 2  (ja) « クズの本懐 8巻（完） », sur Square Enix (consulté le 17 avril 2018)
9. 1 2  (ja) « クズの本懐 8巻初回限定特装版 », sur Square Enix (consulté le 17 avril 2018)
10. 1 2  (ja) « クズの本懐 9 décor », sur Square Enix (consulté le 11 juillet 2018)

Édition française
1. 1 2  « Scum’s Wish T01 », sur noeve grafx.com (consulté le 29 mars 2022)
2. 1 2  « Scum’s Wish T02 », sur noeve-grafx.com (consulté le 29 mars 2022)
3. 1 2  « Scum’s Wish T03 », sur noeve-grafx.com (consulté le 29 mars 2022)
4. 1 2  « Scum’s Wish T04 », sur noeve-grafx.com (consulté le 29 mars 2022)
5. 1 2  « Scum’s Wish T05 », sur noeve-grafx.com (consulté le 29 mars 2022)
6. 1 2  « Scum’s Wish T06 », sur noeve-grafx.com (consulté le 29 mars 2022)